# 소티리오스 아타나소풀로스
소티리오스 아타나소풀로스(영어: Sotirios Athanasopoulos)는 그리스의 체조 선수이다. 그는 아테네에서 열린 1896년 하계 올림픽에 참가했다.
아타나소풀로스는 단체 평행봉 종목에 출전했다. 미트로풀로스는 단체 평행봉 종목에 파넬리니오스 체조단의 주장으로서 참가했으며 은메달을 목에 걸었다.